# Theresienthal
Theresienthal  ist ein Ortsteil der Stadt Zwiesel im niederbayerischen Landkreis Regen.

## Lage
Es liegt im Norden von Zwiesel am Großen Regen und an der Bundesstraße 11. Nördlich von Theresienthal liegt das zur Gemeinde Lindberg gehörende Ludwigsthal.

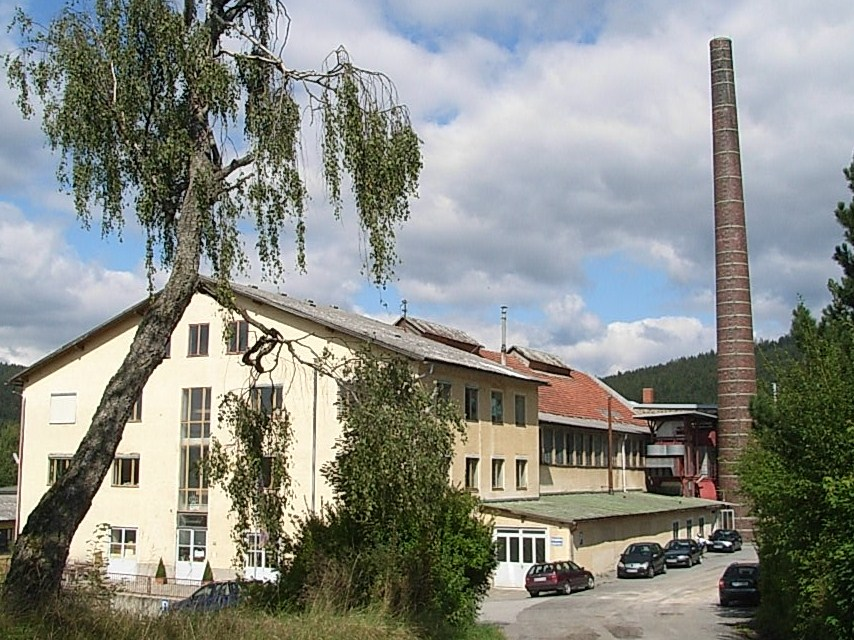
Die Glashütte Theresienthal

## Geschichte

### Das 19. Jahrhundert
Am 26. März 1836 erhielt der böhmische Glashändler Franz Steigerwald die Konzession zur Errichtung einer Kristall-Hohlglas- und Tafelfabrik bei Zwiesel. Umgehend begann er mit dem Bau der beiden Glashütten. Am 19. September desselben Jahres bekam er die Erlaubnis, die Glashütte nach der Königin Therese benennen zu dürfen, der Gemahlin von Ludwig I. Theresienthal sollte die Konkurrenz mit den Glasherstellern in Böhmen aufnehmen. In der Hohlglashütte wurde noch im selben Jahr bereits produziert, die Arbeit in der südlich davon auf dem sogenannten Hammerfeld errichteten Tafelglashütte begann 1837. Neben Fensterscheiben wurde dort auch Uhrglas gefertigt.

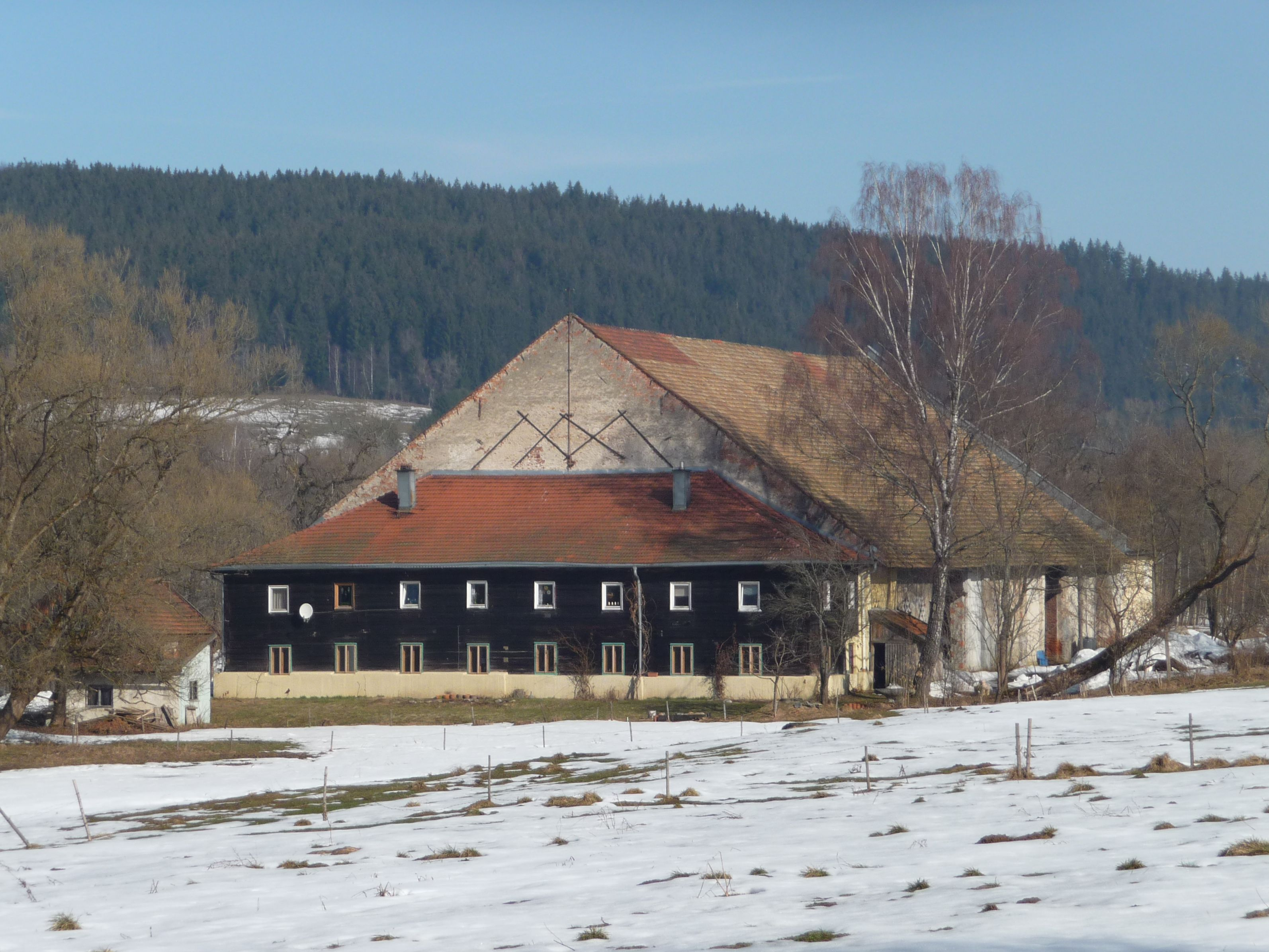
Die ehemalige Tafelglashütte

Zuvor stand hier das obere Hilz-Haus, welches eine Bierbrauerei und Wirtsrecht besaß. Steigerwald erwarb das gesamte Anwesen am 21. Januar 1837 und verkaufte seinen Besitz am 1. Mai 1837 an die Aktiengesellschaft der Krystallglasfabrik Theresiental, die erste AG Niederbayerns. Seither ist die Geschichte des Glasmacherdorfes eng mit derjenigen der Kristallglasmanufaktur Theresienthal verbunden.
Schon bald ergaben sich Unstimmigkeiten zwischen Steigerwald und den Aktionären. Nach dem Rückzug von Franz Steigerwald und dessen Bruder Wilhelm Steigerwald wurde die Glasfabrik zunächst durch ein Massekuratel verwaltet, musste aber Mitte der 1840er Jahre Konkurs anmelden. Für den 27. März 1845 wurde ein Versteigerungstermin am Landgericht Regen anberaumt. Am 11. Juli 1849 besuchten König Max II. und Königin Marie Theresienthal. 1857 kaufte die Königliche Bank in Nürnberg die Glashütte. 1861 wurde die Fabrik mit allen Liegenschaften von der Nürnberger Bank für 32.000 Gulden an Michael von Poschinger aus Oberfrauenau verkauft.
Die Familie Poschinger –  Nachfolger der Steigerwalds – leitete die Hütte von 1861 bis 1973 und verhalf ihr zu einem beträchtlichen Aufschwung. Um 1880 beendete Johann Michael von Poschinger die Tafelglasproduktion, um sich ganz auf die Hohlglasfabrikation konzentrieren zu können. Der Aufstieg der Theresienthaler Hohlglasfabrikation begann im Stil des Historismus. Es entstanden mittelalterlich anmutende Trinkgläser, insbesondere „Römer“, Neorenaissance-Pokale oder reich verzierte Tafelaufsätze, die sich am Barock orientierten. Franz Keller-Leuzinger und Rudolf von Seitz setzten hier gestalterische Akzente. Die Jugendstilentwürfe Theresienthals kamen u. a. von Hans Christiansen oder Bruno Mauder. Auch die Neue Sachlichkeit inspirierte Theresienthal zu einer eigenen Kollektion. Zu den Kunden Theresienthals zählten neben Ludwig I. dessen Sohn Otto, später König Ludwig II. und der Prinzregent Luitpold. Auch an anderen Königshäusern war Kristall aus Theresienthal sehr beliebt. So besaßen etwa König Albert von Sachsen und Wilhelm II., König von Preußen und Deutscher Kaiser, Gläser aus Theresienthal. Prämiert wurde Kristallglas aus Theresienthal u. a. auf der allgemeinen Industrie-Ausstellung 1840 in Nürnberg, auf der Deutschen Gewerbeausstellung in Berlin (1844) und 1867 mit einer Bronzemedaille auf der Pariser Weltausstellung.
Die Glasmacher hatten meist eine kleine Landwirtschaft. 1870 wurde das 1836 als Glaswaschhaus erbaute Gebäude zum Zangl (Hüttenwirtshaus) umgebaut. 50 Gäste fanden sich manchmal ein. Die Glasmacher tranken im Zangl nur aus ihren nummerierten bzw. mit ihren Namen versehenen Gläsern. Das Gebäude wurde 1981 wegen Baufälligkeit aufgegeben.

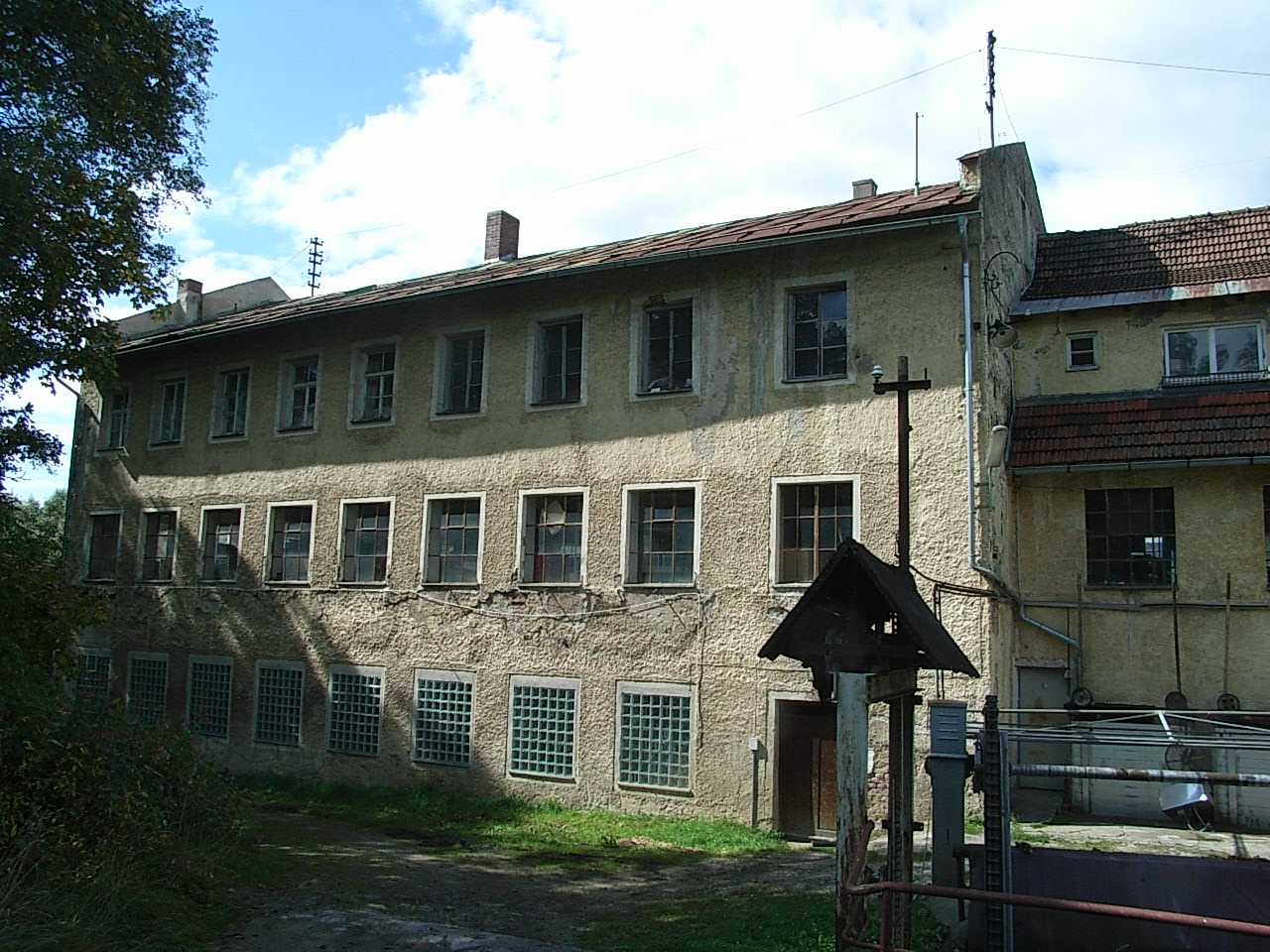
Die alte Schleiferei

Am 11. November 1873 zerstörte ein Brand den Vorbau der Glasfabrik. 1875 erhielt Theresienthal seine eigene Freiwillige Feuerwehr. 1880 wurde der Theresienthaler Theater-Dilettanten-Verein gegründet. Im September 1881 entstand aus einem als Wirts- und Wohnhaus genutzten Gebäude das Schloss, heute Museumsschlösschen.
Am 13. Mai 1883 gründeten die Theresienthaler Glasmacher die Liedertafel Theresienthal. Später wurde daraus die Liedertafel Theresienthal-Zwiesel, schließlich die Liedertafel Zwiesel. 1883 brach in der Schreinerei Feuer aus und richtete im unteren Neubau großen Schaden an. Zwischen 1890 und 1900 brannte die Schleife ab, sie wurde aber unverzüglich neu erbaut und erweitert.
1899 errichtete die Belegschaft von Theresienthal auf dem Kellerberg die Glasmacherkapelle Theresienthal. Sie wurde am 21. August 1899 geweiht. Zu ihrer Erhaltung gründeten die Theresienthaler am 6. Mai 1904 den Verein zur Erhaltung der Rotkotkapelle bei Theresienthal.

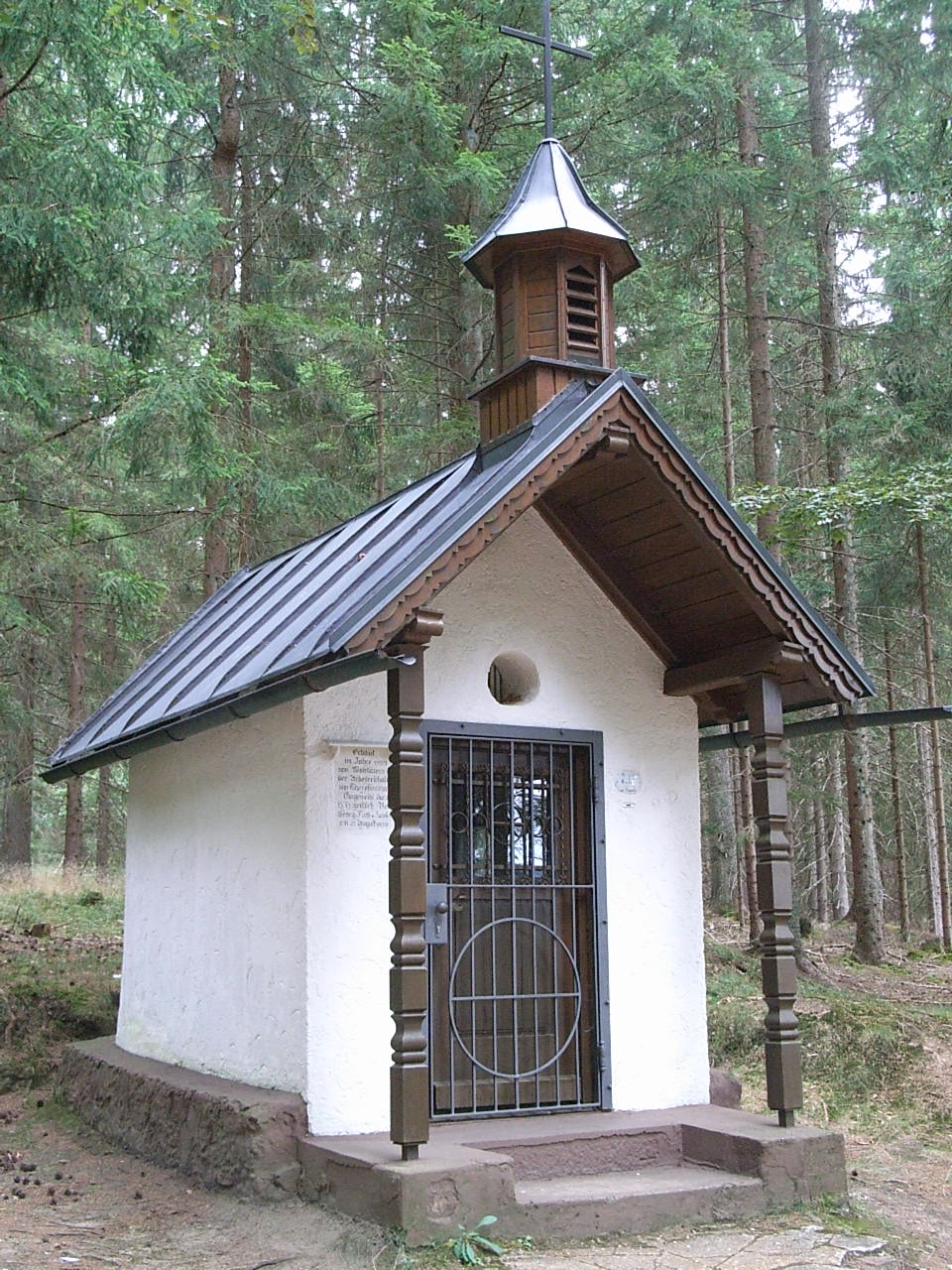
Die Glasmacherkapelle Theresienthal

### Das 20. Jahrhundert
Um 1900 wurden ein Turnverein, ein Pfeifenklub und ein Fahrradverein gegründet, die nicht mehr bestehen. 1918 wurde für die 25 Gefallenen des Ersten Weltkrieges ein Kriegerdenkmal errichtet.
Die zur Hütte gehörenden Glaserhäuser kamen erst durch einen RE der Regierung von Niederbayern vom 12. Mai 1925 von der Gemeinde Lindberg zur Stadt Zwiesel. Ebenfalls 1925 feierte die Freiwillige Feuerwehr Theresienthal ihr 50-jähriges Stiftungsfest mit Fahnenweihe. Der Orkan vom 4. Juli 1929 zerstörte sämtliche Fenster und deckte alle Dächer ab oder beschädigte sie.
1937 gewann Theresienthal, wiederum in Paris, mit einem Glasservice die höchste Auszeichnung, die auf Weltausstellungen vergeben wurde, die Médaille d’Or. Nach dem Zweiten Weltkrieg wurde das Kriegerdenkmal mit zwei weiteren Säulen ergänzt. Auf ihnen befinden sich die Namen der wiederum 25 Gefallenen oder Vermissten. Das gesellschaftliche Herzstück Theresienthals war lange Zeit die Blechbude, die sowohl als Kantine, Lager als auch für gesellige Veranstaltungen diente. Sie wurde bei der Schneekatastrophe 2006 schwer beschädigt und später abgerissen.
Max Gangkofner, der 1963 in die Hütte eintrat und 1973 die Glashütte Theresienthal übernahm, richtete 1975 im Schloss das Glasmuseum Theresienthal ein. 1982 erwarb die Firma Hutschenreuther die Glasfabrik Theresienthal. Im Jahre 1982 waren ca. 200 Personen in der Hütte beschäftigt. Zum 100-jährigen Jubiläum der Glasmacherkapelle 1999 fertigten die Theresienthaler Glasmacher historische Unikate aus der Königskollektion.
Ausländische Kunden Theresienthals waren: Graham & Zenger in New York, Thomas Goode & Cie., Henry Mayer & Cie. und Lazarus Rosenheer in London, Ibach & Croce in Neapel, G. Zernollin in Paris, Frostmann & Spunde in Riga, Wessel in Rom und Lobmeyr in Wien. Im späten 20. Jahrhundert gehörten Tiffany in New York, Selfridges in London und zahlreiche japanische Abnehmer zu den Abnehmern.
Ende des 20. Jahrhunderts geriet Theresienthal in eine Krise. 1997 verkaufte Hutschenreuther das Unternehmen, es folgten noch einige Investoren, die aber glücklos blieben.

### Das 21. Jahrhundert

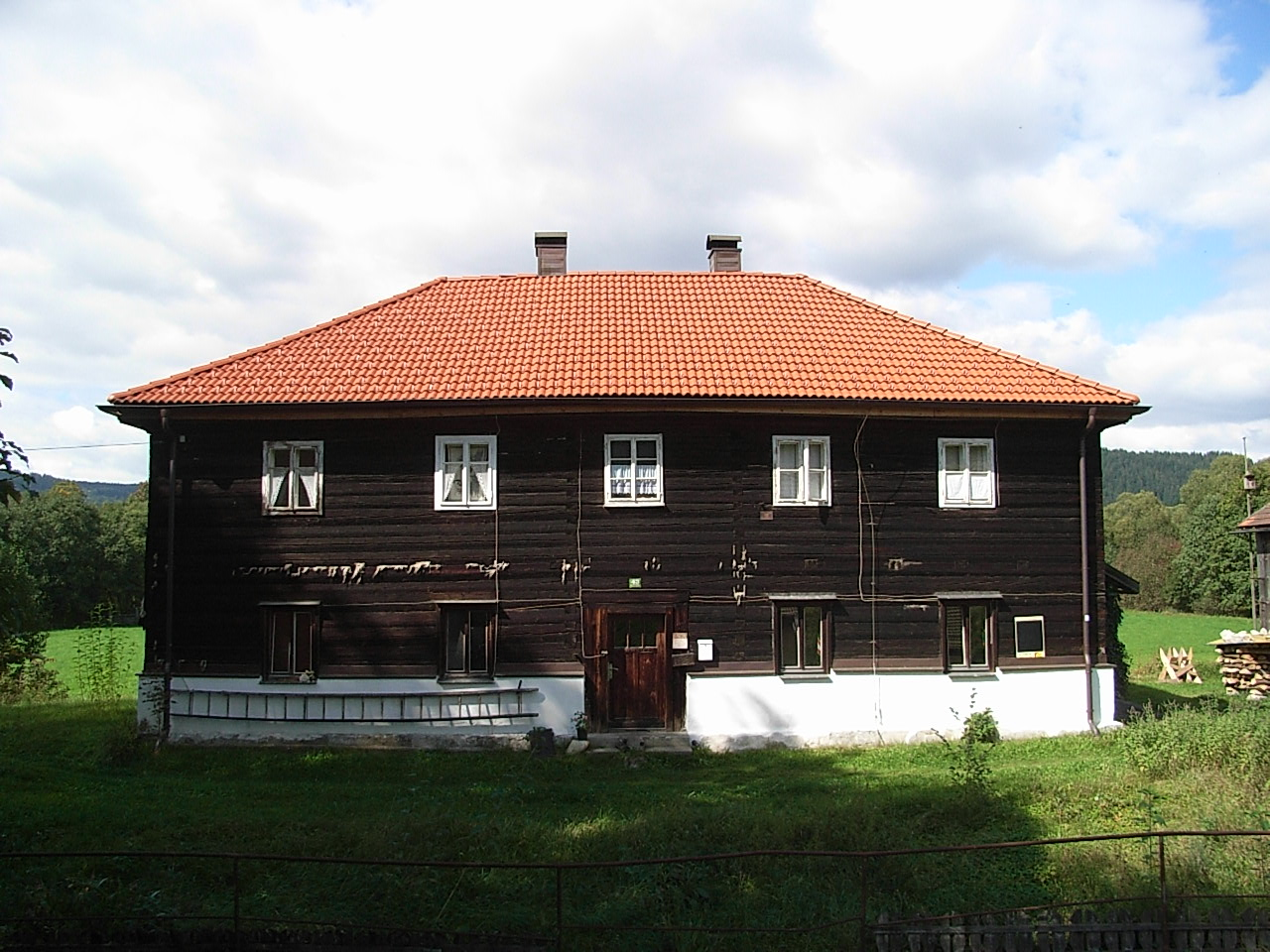
Das Schmelzerhaus, erbaut nach der Mitte des 19. Jahrhunderts

Im Jahr 2000 und erneut 2001 musste für die Glashütte Insolvenz beantragt und die Produktion eingestellt werden. 2003 wurde das Hüttenensemble unter Denkmalschutz gestellt. Im August 2004 konnte die Hütte unter der Projektträgerschaft der Eberhard von Kuenheim Stiftung wieder eröffnet werden. Seit 2004 wird in der Glashütte wieder produziert.
Die Glashütte ist seit April 2006 wieder in Besitz eines Bayerwaldlers: Max Freiherr von Schnurbein – geboren in Zwiesel – wurde neuer Geschäftsführer und Mehrheitsgesellschafter der Kristallglasmanufaktur Theresienthal GmbH. Die Stiftung Theresienthal hielt bis Ende 2010 einen Minderheitsanteil an der Manufaktur. Die Kollektion orientiert sich an den großen Epochen und kreativen Phasen Theresienthals. Formen aus Biedermeier, Historismus, Jugendstil und Neuer Sachlichkeit werden heutigen Bedürfnissen angepasst. Ein Großteil der Kollektion wird mittlerweile ganz neu von zeitgenössischen Designern entwickelt. In den ersten Jahren nach dem Neustart fungierten die Hamburger Designexperten Kuball & Kempe als Kreativdirektoren der neuen Marke Theresienthal. Neben Kuball & Kempe arbeitet die Kristallglasmanufaktur Theresienthal gegenwärtig mit den Designern Jens Denecke (Hamburg), Matthias Gangkofner (München), Christian Haas (Paris), Gottfried Palatin (Wien) und Hermann August Weizenegger (Berlin).
In der ehemaligen Tafelglashütte Theresienthal brach zur Jahreswende 2008/2009 ein Brand aus. An den eingelagerten Gerätschaften und Fahrzeugen entstand ein großer Schaden.